# Greg Glassman
Greg Glassman (San Diego, California, Estados Unidos, 22 de julio de 1956) es el cofundador y exCEO de la marca CrossFit, y cocreador de los CrossFit Games junto a Dave Castro, un ex Navy SEAL que mantiene el puesto de director de la competición desde su inauguración.
Durante su trayectoria deportiva como gimnasta, descubrió el uso de mancuernas y barras de levantamiento para realizar ejercicios de fuerza. Desarrolló entrenamientos de creación propia que formaron un nuevo tipo de entrenamiento de alta intensidad o High Intensity Interval Training (HIIT), llamado CrossFit. Abrió un gimnasio en Santa Cruz, California, que recibió un gran número clientes durante los primeros meses y le ayudó nuevas ideas de desarrollo.
Años más tarde y tras la aceptación de sus entrenamientos entre deportistas, fundó CrossFit, Inc. junto a su, entonces mujer, Lauren Jenai. Ambos trabajaron en la expansión de la marca y consiguieron 13 gimnasios asociados a su empresa en 2015, cifra muy lejana a la de 2020 con más de 15 000 boxes en todo el mundo repartidos en 158 países.
Junto a la colaboración de Dave Castro, a quien nombró director del evento, creó los CrossFit Games, una competición basada en su método de entrenamiento que comenzó en 2007 con tan solo 60 participantes; en la fase final de 2020 participaron 273 atletas.
En 2020 dimitió como CEO de CrossFit, tras un polémico mensaje racista en Twitter durante las protestas por la muerte de George Floyd.

## Biografía
Nació en San Diego, California y se crio en Woodland Hills, un suburbio de Los Ángeles. Hijo de Jeffrey Glassman, un ingeniero aeroespacial, convivió desde muy joven entre matemáticas, números y una estricta educación.
Con tan solo 10 meses de edad contrajo la polio aunque no se le diagnosticó hasta un año más tarde, afectó a una de sus piernas y utilizó un andador hasta su recuperación.
Durante su adolescencia, Greg pasó por una época de rebeldía y continuas peleas que le llevaron a practicar deporte para fortalecer su cuerpo. Tanto su historial médico como sus 168 cm de altura en ese momento, no le ayudaron con los deportes de contacto ni con la natación. Finalmente probó suerte con la gimnasia y a pesar de la preocupación de sus padres por su condición física, practicó una combinación de CrossFit con levantamiento de pesas y calistenia. A los 16 años desarrolló en su garaje un método de entrenamiento funcional que terminó siendo la base del CrossFit y tras abandonar la universidad, se introdujo en el fitness. Abrió un gimnasio con el fin de compartir sus conocimientos de gimnasia y técnicas de fuerza.
Contrajo matrimonio con una vecina de su infancia, Brande Jones, de quien se divorció años más tarde y con quien tuvo un hijo llamado Blakely Glassman, el 18 de julio de 1989.
En 2009 su segunda esposa y cofundadora de CrossFit, Inc. Lauren Jenai, solicitó el divorcio, pero no se cerró de forma oficial hasta 2013 tras cuatro años en los juzgados para determinar el reparto de bienes. Compró a Lauren su parte correspondiente de la empresa por una suma de 16 200 000 $, tras pedir un préstamo al grupo inversor Summit Partners. Ese mismo año conoció a Maggie Robinson, una atleta de CrossFit que se convirtió en su tercera esposa.

## Marca CrossFit
En el año 2000 fundó la marca CrossFit, Inc. junto a Lauren Jenai, su entonces mujer, en Santa Cruz, California. Extendieron su disciplina durante 5 años, hasta que un gimnasio de Seattle se convirtió en el primer afiliado de la marca, siendo el precursor de miles de gimnasios que se afiliaron más tarde.
A comienzos de 2020 la compañía alcanzó los 15 000 boxes afiliados, distribuidos en 158 países con una cuota anual de 3000 $.

## CrossFit Games
Dave Castro, un ex NAVY Seal y atleta de la disciplina, contactó con Greg para mostrarle su idea sobre una competición entre boxes afiliados a CrossFit y le invitó a su rancho familiar en Aromas, California, donde juntos desarrollaron la competición a la que bautizaron como CrossFit Games; Dave tomó el puesto de director.
El 30 de junio de 2007, se celebró la primera edición que albergó un total de 60 participantes y donde se entregó un premio de 500 $ al campeón masculino, James Fitzgerald, y a la campeona femenina, Jolie Gentry. Dos años más tarde se inscribieron más de 4000 atletas, por lo que el Dignity Health Sports Park de Carson, California, entonces llamado Home Depot Center, sustituyó como sede de los Games a «El Rancho» de Dave Castro.
Tras la entrada de Reebok como patrocinador oficial de la competición en 2011, la bolsa de premios pasó de 25 000 $ a 1 000 000 $, con la entrega de 250 000 $ a los campeones de cada categoría (masculina y femenina), que en 2018 aumentó a 300 000 $.
En 2012 se presentaron 70 000 atletas provenientes de 73 países, de los que pasaron a la final del evento un total de 43 mujeres y 43 hombres.

## Polémica

### «It's Floyd-19»
El 6 de junio de 2020 y tras la publicación de un tweet en la red social Twitter, con el mensaje: «It's FLOYD-19», provocó el rechazo a nivel mundial de la marca CrossFit al ser él su máximo representante. Se consideró su publicación en redes sociales como racista, al fusionar las palabras «COVID-19», proveniente de la Pandemia por COVID-19 y «Floyd», en referencia a George Floyd, muerto por asfixia durante un arresto en Mineápolis, Minesota, Estados Unidos, cuyo caso generó fuertes protestas contra la brutalidad policial y el racismo.
A causa del polémico tweet, más de un centenar de gimnasios cancelaron su afiliación y algunos de los atletas de CrossFit más reconocidos, se desmarcaron de la compañía al no compartir la actitud del CEO de la empresa. Nicole Carroll, directora de entrenamientos, dimitió después de 16 años de trabajo continuo tras declarar: «Esas palabras no representan lo que hemos sido».
Al no cesar las protestas y ver en peligro el futuro de la compañía, Greg abandonó su puesto y vendió la empresa a Eric Roza, un inversor estadounidense y atleta de la disciplina con su propio «box» de CrossFit, que tras tomar el control ocupó el puesto de consejero delegado (CEO).